# Xã Blue Hill, Quận Sherburne, Minnesota
Xã Blue Hill (tiếng Anh: Blue Hill Township) là một xã thuộc quận Sherburne, tiểu bang Minnesota, Hoa Kỳ. Năm 2010, dân số của xã này là 2.176 người.